# Tarn (megye)
Tarn (IPA: [taʁn]) a 83 eredeti département egyike, amelyeket a francia forradalom alatt 1790. március 4-én hoztak létre.

## Elhelyezkedése
Franciaország déli részén terül el, Okcitánia régió (2015 végéig Midi-Pyrénées régió) része. A megyét keletről Hérault, délről Aude és Haute-Garonne, nyugatról Tarn-et-Garonne, északról pedig Aveyron megyék határolják.

## Települések
A megye legnagyobb városai 2011-ben:
| Település | Népesség |
| --------- | -------- |
| Albi      | 49 179   |
| Castres   | 42 314   |
| Gaillac   | 13 293   |
| Mazamet   | 9 995    |
| Lavaur    | 10 148   |

## Galéria

Albi
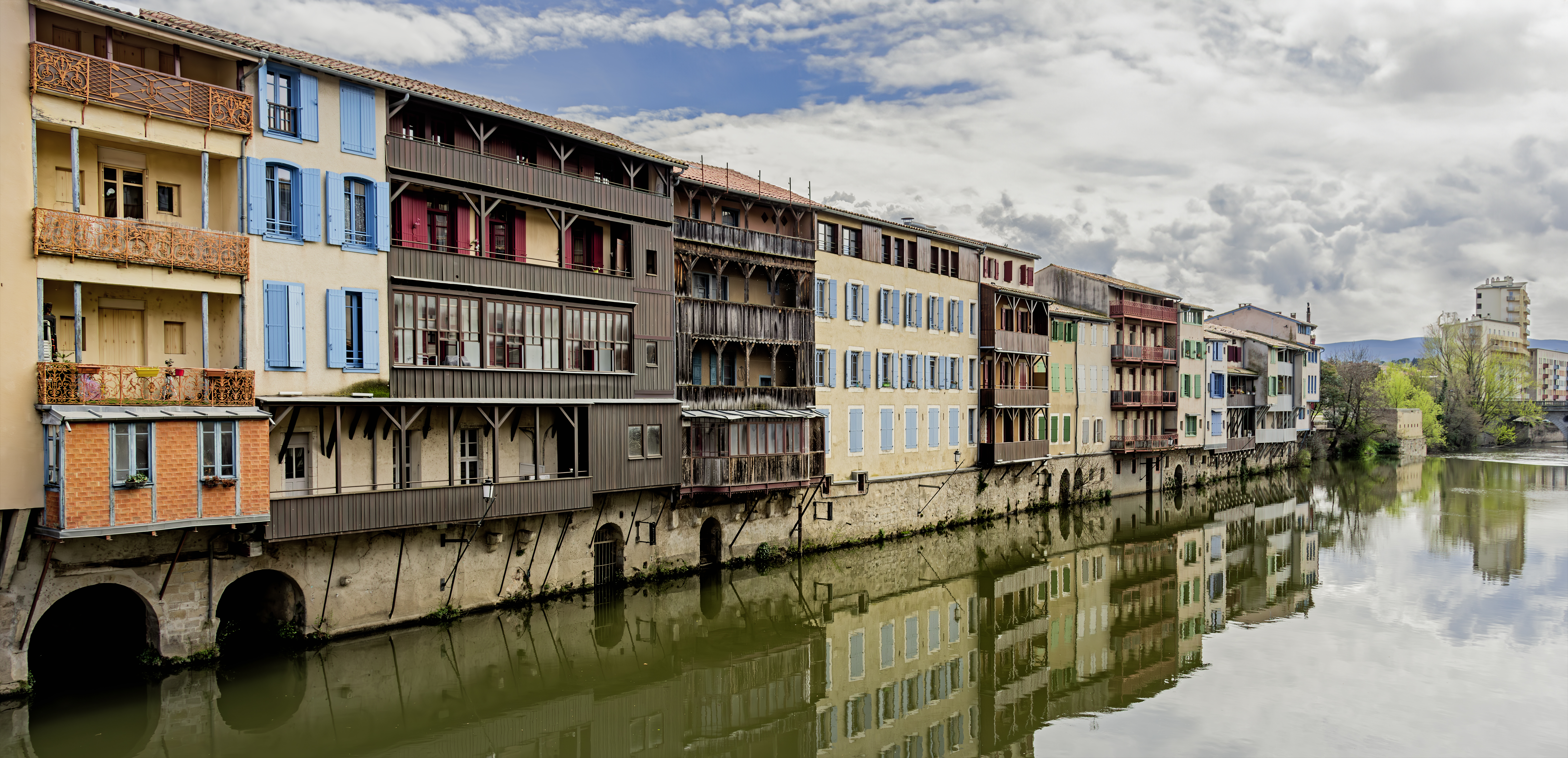
Castres
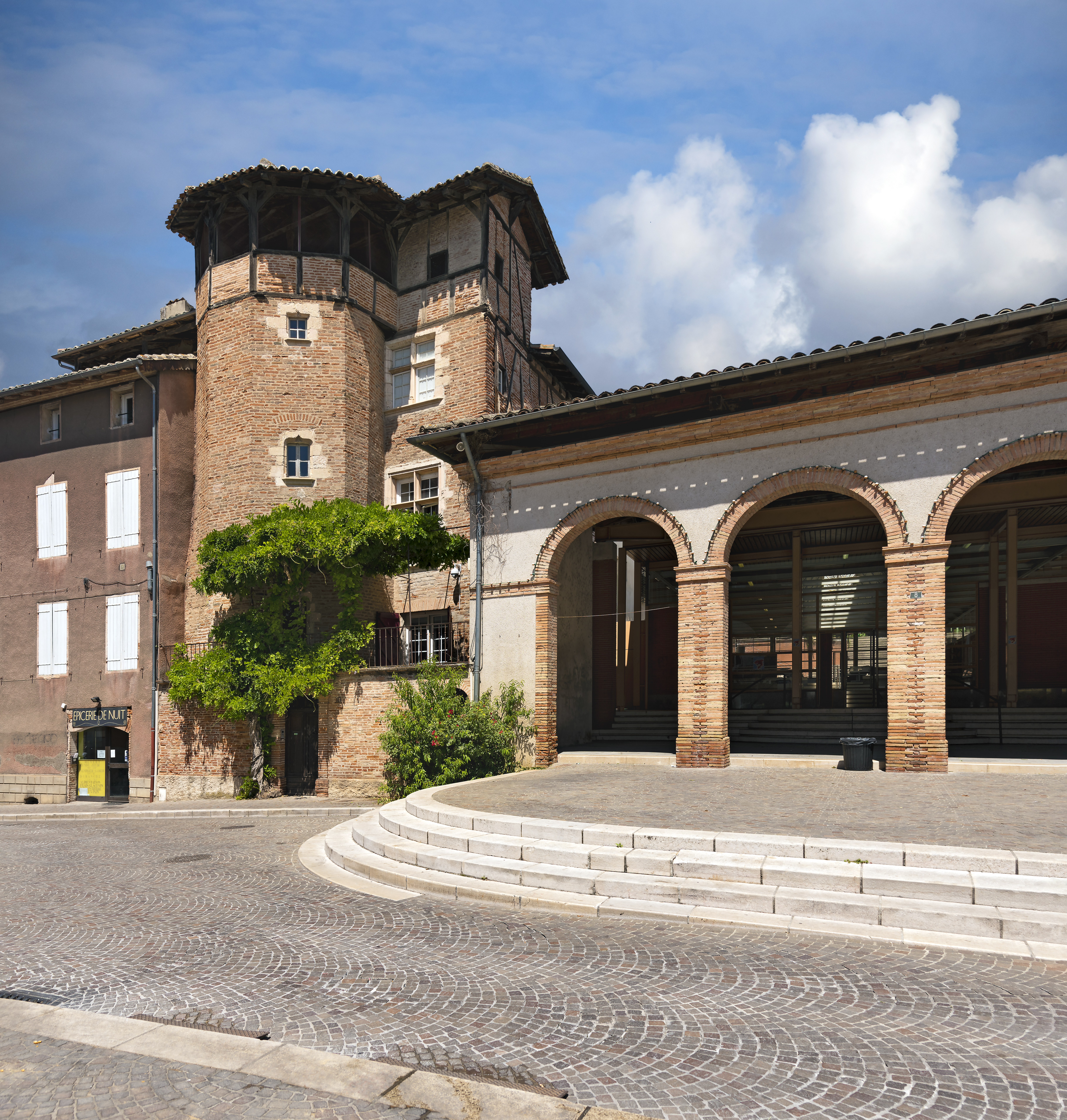
Gaillac
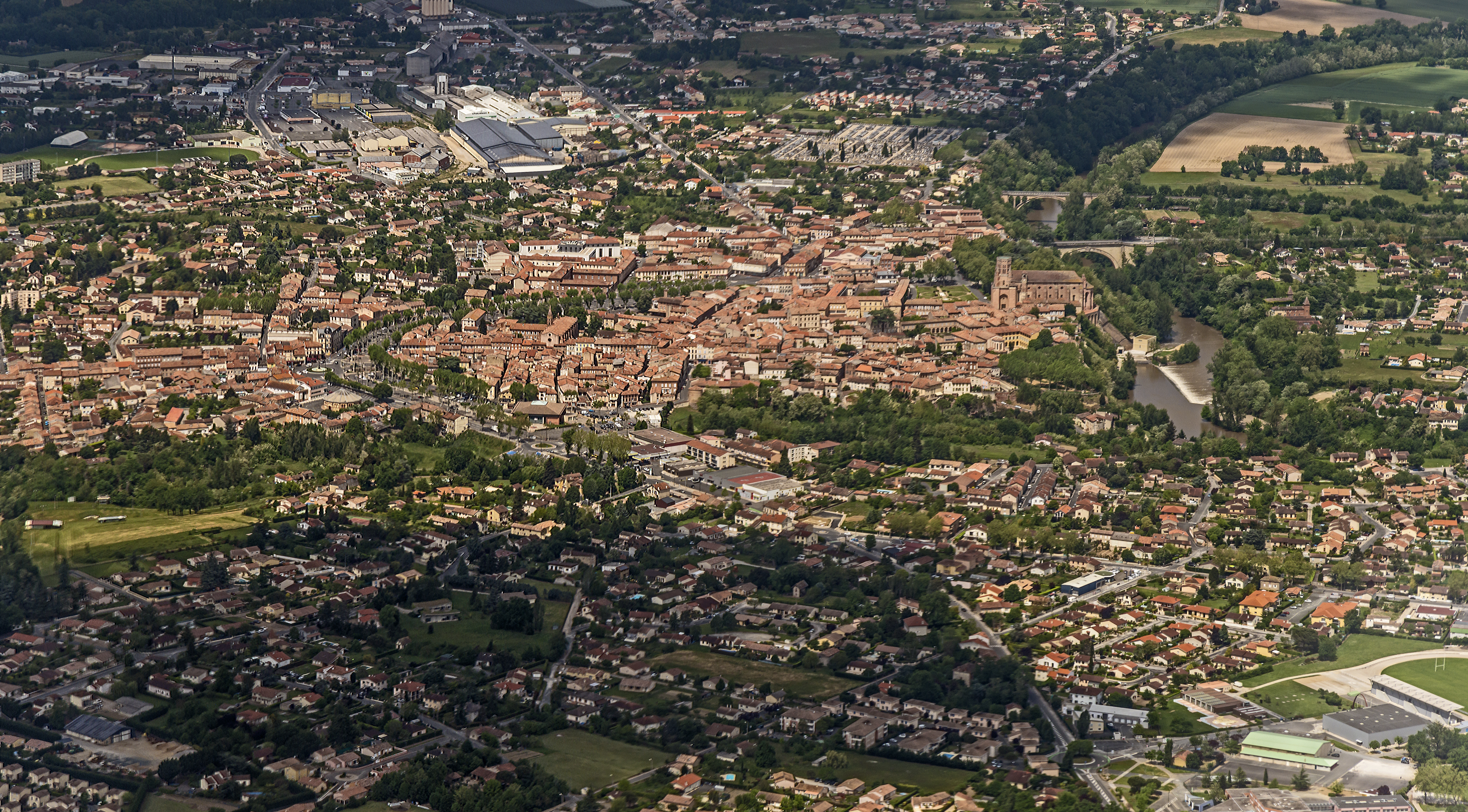
Lavaur